# Amazonas (Brazilië)
Amazonas is de grootste van de 26 deelstaten van Brazilië. De staat met de standaardafkorting AM heeft een oppervlakte van ca. 1.559.159 km² en ligt in de regio Noord. Amazonas grenst aan Peru in het zuidwesten, Colombia in het westen en noordwesten, Venezuela in het noorden en de staten Roraima in het noordoosten, Pará in het oosten, Mato Grosso in het zuidoosten en Rondônia en Acre in het zuiden. In 2017 had de staat 4.063.614 inwoners. De hoofdstad is Manaus aan de Rio Negro.

## Belangrijke steden
In orde van grootte:
| Stad                                            | Inwoners  |
| ----------------------------------------------- | --------- |
| Manaus                                          | 2.130.264 |
| Parintins                                       | 113.832   |
| Itacoatiara                                     | 99.854    |
| Manacapuru                                      | 96.460    |
| Coari                                           | 84.762    |
| Bron: (pt) IBGE - Populatie volgens census 2017 |           |

## Bestuurlijke indeling
De deelstaat Amazonas is ingedeeld in 4 mesoregio's, 13 microregio's en 62 gemeenten.